# Здоровега Володимир Йосипович

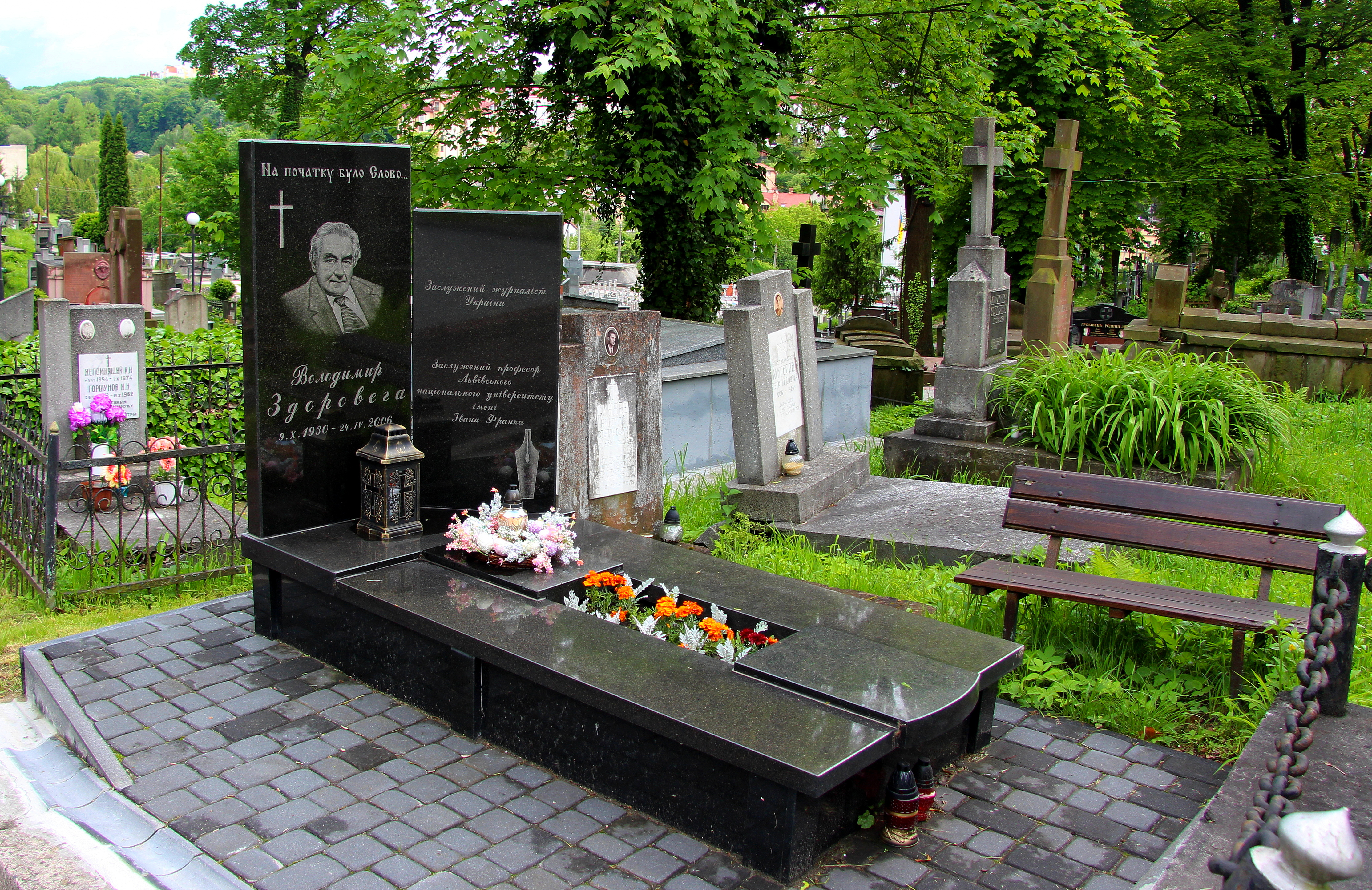

Володи́мир Йо́сипович Здорове́га (9 жовтня 1930, Оліїв — 24 квітня 2006, Львів) — професор Львівського університету, доктор філологічних наук, заслужений журналіст України.

## Життєпис
Народився на Тернопільщині в родині селянина. 1953 року закінчив філологічний факультет Львівського університету, а 1956 — аспірантуру при ньому, після чого працював на педагогічній роботі.
У 1959—1962 роках був деканом факультету журналістики (створеного 1953 року). 1970 року захистив докторську дисертацію на факультеті журналістики МДУ на тему «Публіцистика, її природа, суспільні функції, гносеологічні і психологічні особливості» (дисертація була написана українською мовою). 1972 року здобув звання професора. У 1986—1996 роках знову займав посаду декана факультету журналістики. Був членом Спілки журналістів України. Заслужений професор Львівського університету (2001)
Володимир Здоровега був також літературним критиком та публіцистом. Автор книжок із проблем теорії журналістики та літератури.
Помер у Львові. Похований на полі № 52 Личаківського цвинтаря. Його ім'я присвоєно щорічній журналістській премії Львівщини «Сучасність».

## Праці
- Сучасна українська комедія: Літературно-критичний нарис (К., 1959)
- Мистецтво публіциста (К., 1966)
- У майстерні публіциста: Проблеми теорії, психології, публіцистичної майстерності (Львів, 1969)
- Пошуки істини, утвердження переконань: Деякі гносеологічні та психологічні проблеми публіцистики (Львів, 1975)
- Слово тоже есть дело: Вопросы теории публицистики (М., 1979)
- Питання психології публіцистичної творчості (Львів, 1989)
- Віталій Коротич: Літературно-критичний нарис (К., 1986)
- Збагнути день сущий (К., 1988)
- Теорія і практика радянської преси (Львів, 1989)
- Вступ до журналістики (Львів, 1994, 1998)
- Теорія і методика журналістської творчості (Львів, 2000, 2004)